# 仏教経済学
仏教経済学（ぶっきょうけいざいがく、英：Buddhist Economics）は、ドイツ生まれのイギリス経済学者、エルンスト・フリードリッヒ・シューマッハーによって、1966年に提唱された経済学で、応用仏教学の1つである。寺院経済学ではない。
仏教経済学は簡素（少欲知足、無執着）と非暴力を基本とし、最小資源で最大幸福を得ることを目的とし、経済として自利だけではなく利他も目的とする。これに対し、資本主義的経済学では、物資の消費量を幸福の指標とし、自利の追求のみを目的としているため、正反対である。

## 経緯
イギリス政府の経済顧問だったシューマッハは、1955年にビルマ政府に経済顧問として招かれて現地を訪れた際、現地の仏教徒の生活に感銘を受け、特に八正道の正業・正精進に基づいて仏教経済学を提唱した。

## 収録媒体
- "Asia : A Handbook"（edit by Guy Wint, Anthony Blond Ltd, London, 1966）
- 『スモール イズ ビューティフル』（小島慶三・酒井懋訳、講談社学術文庫、1986年、p69）PDF